# Hughes-Bucht (Antarktika)
Die Hughes-Bucht (englisch Hughes Bay oder Hughes Gulf) ist eine bis zu 42 km breite Bucht an der Danco-Küste des Grahamlands auf der Antarktischen Halbinsel. Sie zwischen Kap Murray und Kap Sterneck an der Gerlache-Straße. Die Brialmont-Bucht im Nordosten und die Salvesen Cove im Südwesten sind ihre beiden größten Nebenbuchten.
Der US-amerikanische Robbenjäger John Davis betrat am 7. Februar 1821 in der Hughes-Bucht vorgeblich als erster Mensch das antarktische Festland. Heutige Historiker bezweifeln seine Angaben. Die Benennung geht auf James Hoseason zurück, Erster Maat der Sprightly des Londoner Walfangunternehmens Samuel Enderby & Sons, die zwischen 1824 und 1825 in diesem Gebiet operierte. Hoseason benannte sie nach Edward Hughes, dem Kapitän des Schiffs.